# Викодин
Викоди́н (гикодан, лортаб, гидрокодон, туссионекс) — сильнодействующее обезболивающее, содержащее гидрокодон и парацетамол (ацетаминофен). Гидрокодон — опиоид, является наркотическим анальгетиком. Наличие в препарате парацетамола усиливает обезболивающий эффект последнего, но ограничивает максимальную суточную дозу с учётом вероятности накопления парацетамола в токсичных концентрациях.
Викодин является активным болеутоляющим средством. Назначается для лечения умеренной или умеренно сильной боли. Согласно медицинским предписаниям применяется перорально, однако встречались случаи не медицинского применения внутривенно или интраназально (посредством вдыхания) для достижения более сильного эффекта в более короткий срок. При пероральном приёме 1 мг викодина он действует аналогично 0,4 мг морфина, введённого внутривенно. Сила действия викодина составляет порядка 60% от силы морфина. Действие начинается примерно через 10–20 минут после приёма и достигает максимума через 40–60 минут. Обезболивающий эффект обычно длится 4–6 часов. Полностью викодин выводится из организма в течение около 8 часов.

## Побочные эффекты
Побочные эффекты викодина включают в себя эйфорию, аллергические реакции, припадки, слабость, головокружение, потерю сознания, усталость, запор, сухость во рту, тошноту, рвоту, пониженный аппетит, потоотделение, зуд, проблемы с мочеиспусканием и снижение сексуального влечения, а также склонность к насилию.
При передозировке появляется головная боль, сухость во рту, общая слабость, сонливость и в некоторых случаях симптомы могут включать липкую кожу, гипервентиляцию, потерю сознания, кровотечения, гематомы, мышечные судороги, звон в ушах. Развиваются те же симптомы, что при отравлении кодеином. Из-за частых передозировок парацетамола, приводящих к необратимым изменениям печени, викодин был рекомендован к запрету в США. Каждый год передозировки парацетамола приводили к примерно 400 случаям смерти и 42 000 госпитализаций. В январе 2011 года управление по контролю качества пищевых продуктов и лекарственных средств приказало производителям рецептурных препаратов, содержащих парацетамол, ограничить его максимальную дозу в одной капсуле или таблетке до 325 мг.
По опасности привыкания сравним с кодеином, из которого получается гидрокодон. Длительный приём в больших дозах может вызвать слабую эйфорию, а в дальнейшем — зависимость.
Резкое прекращение приёма чаще всего сопровождается абстинентным синдромом, синдромом отмены.

## Немедицинское использование
Утечка гидрокодона и злоупотребление им обострились в последние годы. Как сообщает управление по борьбе с наркотиками США, с 2009 года гидрокодон был вторым из наиболее часто встречающихся опиоидных фармацевтических наркотиков, представленных в качестве доказательств в федеральных, государственных и местных лабораториях судебной экспертизы. Согласно данным "National Survey on Drug Use and Health" (NSDUH), 6,9 млн. человек в США в возрасте 12 лет и старше злоупотребляли гидрокодоном в 2016 году по сравнению с 7,2 миллиона человек в 2015 году. В последнее время злоупотребление значительно снизилось с 6,9 миллиона человек в США до 5,5 миллионов в 2017 и 2018 годах.

## В массовой культуре
- Викодин получил широкую известность благодаря телесериалу «Доктор Хаус». Главный герой Грегори Хаус перенёс инфаркт четырёхглавой мышцы правого бедра, был прооперирован и испытывал хронические боли в ноге, от которых спасался, принимая викодин. Будучи врачом, Доктор Хаус считает, что он может контролировать свою зависимость от викодина, хотя и тщетно.
- В сериале «Сестра Джеки» Иди Фалько играет главную героиню, Джеки Пейтон, волевую и талантливую, но очень испорченную медсестру скорой помощи в больнице Нью-Йорка. Отошедшая от церкви католичка, которая питает слабость к викодину и аддераллу.
- Викодин упоминается во многих песнях рэпера Eminem, таких, как «Kill You», «Under the Influence», «Deja Vu», «Old Time’s Sake», «Underground», «Going Through Changes», «Oh No», «Cocaine» и «I Walk On Water». Он также изобразил таблетку викодина на CD-диске альбома The Slim Shady LP. Рэпер признался, что имел пристрастие к болеутоляющим (наряду с другими веществами)[2].
- Препарат под названием «викодан» упоминается в книге Ирвина Ялома «Шопенгауэр как лекарство».
- Викодин упоминается в книге Энди Вейера «Марсианин». В экранизации книги Вейера персонаж Мэтта Деймона также употребляет викодин.
- В романе «Штамм» главный герой, доктор Эфраим Гудвезер, тоже употребляет викодин.
- Особое пристрастие к викодину имел гитарист и вокалист группы Blink-182 — Том Делонг, который страдал от болей в спине, повредив позвоночник[9].
- Американский комик Джордж Карлин также страдал зависимостью от викодина[10].

## Правовой статус
В США в 2014 году гидрокодон был перенесён из списка III лекарственных средств в список II. При продаже в качестве лекарства он должен комбинироваться с ненаркотическим ингредиентом в признанных терапевтических дозах. Лекарственные формы, признанные властями:
- 100 мл (например, жидкости) должна иметь не более 30 мг гидрокодона в дополнение к терапевтической дозе ненаркотического ингредиента.
- единица дозы (например, твёрдого вещества: таблетки или капсулы), должна иметь не более 15 мг гидрокодона в дополнение к терапевтической дозе ненаркотического ингредиента.

В Канаде гидрокодон, наркотический компонент викодина, до сих пор свободно продаётся под торговым названием гикодан (англ. Hycodan) в виде сиропа и таблеток.
В связи с тем, что гидрокодон входит в список I наркотических средств Российской Федерации, викодин запрещён к обороту на территории страны.